# Транспортная улица (Реутов)
Тра́нспортная улица — магистральная улица в Реутове. Соединяет восточную промзону с южной, жилой частью города. Проходит от автодороги Волга до Носовихинского шоссе.

## Расположение
Транспортная улица начинается от путепровода автомагистрали Москва - Нижний Новгород. До эстакады над железной дорогой слева к ней примыкают Транспортный переулок, 7-я верхняя, 5-я и 1-я линии, справа улицы Фабричная, Заводская и Профсоюзная. Под мостом проходят улицы Железнодорожная и Октября. В южной части города справа примыкает Юбилейный проспект. Заканчивается улица выходом на Носовихинское шоссе.

## История
Образовалась до 1941 года. Получила название как главная автодорога промышленной зоны.
После 2011 года построена дорога в южной части города, обсуждались варианты названия: Поповка, Восточная, Новокосинская, Мазуриных, Крутицкая, Пограничная. За месяц большая часть из 600 принявших участие в интернет-голосовании горожан отдала предпочтение варианту: Восточная. Члены Общественной палаты поддержали инициативу присвоения новой улице имени Виталия Николаевича Вишневского, соратника академика Владимира Челомея, однако дорога осталась безымянной. В 2019 году построен соединивший их путепровод, а в 2022 проезду было присвоено наименование Транспортной улицы.

## Транспорт
- Железнодорожная станция Стройка — в начале улицы.
- Ближайшая станция метро — «Новокосино»